# Comuna Ivaniv, Kalînivka
Ivaniv (în ucraineană Іванів) este o comună în raionul Kalînivka, regiunea Vinnița, Ucraina, formată din satele Ivaniv (reședința) și Slobidka.

## Demografie
Componența lingvistică a satului Ivaniv
     Ucraineană (97,95%)
     Alte limbi (2%)
Conform recensământului din 2001, majoritatea populației satului Ivaniv era vorbitoare de ucraineană (97,95%), existând în minoritate și vorbitori de alte limbi.